# X Velorum
X Velorum är en halvregelbunden variabel av SR-typ i stjärnbilden Seglet.
Stjärnan varierar mellan bolometrisk magnitud +10,3 och 11,53 med en period av ungefär 140 dygn.